# Dead in My Arms
Dead in My Arms è il primo album in studio del gruppo deathcore statunitense Carnifex, pubblicato nel 2007.

## Tracce
1. Intro – 0:41
2. These Thoughts Became Cages – 2:51
3. Slit Wrist Savior – 4:15
4. Hope Dies with the Decadent – 3:51
5. Lie to My Face – 3:02
6. Love Lies in Ashes – 3:43
7. A Winter in Remorse – 3:02
8. Collaborating Like Killers – 3:54
9. My Heart in Atrophy – 3:00
10. Dead in My Eyes – 1:39
11. Dead in My Arms – 3:26

## Formazione
- Scott Lewis - voce
- Cory Arford - chitarra
- Steve McMahon - basso
- Shawn Cameron - batteria, tastiere